# 计春华
计春华（1961年7月20日—2018年7月11日），浙江杭州人，中国大陆反派演员，被誉为“中国金牌反派明星”。

## 生平
计春华出生在浙江省杭州市，毕业于上海电视大学。早年曾是浙江省武术队队员，年轻时因一场大病导致头发和眉毛一夜间全部脱落且再未长出。
1980年电影《少林寺》剧组招聘武打演员时，张鑫炎看中计春华，计春华因出演该片中的反派“秃鹰”而一举走红。
2014年主演電影《金甌》，此電影為他第一個演好人的電影。
2018年7月11日上午10時35分，计春华于杭州去世。据其武术师傅陈顺安透露，计春华的死因可能与肺癌晚期有关。吊唁活动于7月11日下午15时在杭州市殡仪馆揽月厅举行，13日上午8时在杭州市殡仪馆天下第一殿举行遗体告别仪式。2019年4月14日，香港電影金像獎協會於第38屆香港電影金像獎頒獎典禮中向計春華連同其他已故電影人致敬。

## 作品

### 电影
| 年份   | 中文名称   | 角色   | 备注 |
| ------ | ---------- | ------ | ---- |
| 1982年 | 少林寺     | 秃鹰   |      |
| 1984年 | 少林小子   | 大当家 |      |
| 1988年 | 紅高粱     | 禿三炮 |      |
| 1993年 | 方世玉續集 | 于鎮海   |      |
| 1994年 | 洪熙官     | 马宁儿 |      |
| 2019年 | 武動天地   | 喇嘛爺 |      |

### 电视剧
| 年份   | 中文名称             | 角色     | 备注       |
| ------ | -------------------- | -------- | ---------- |
| 2003年 | 天龙八部             | 段延庆   |            |
| 2003年 | 连城诀               | 血刀老祖 |            |
| 2006年 | 薛仁贵传奇           | 铁世文   |            |
| 2006年 | 七剑下天山           | 辛龙子   |            |
| 2009年 | 少林寺传奇           | 孙霸     |            |
| 2010年 | 少林寺传奇2          | 王仁则   |            |
| 2011年 | 少林寺傳奇3          | 高仲承   |            |
| 2011年 | 新水滸傳             | 欒廷玉   |            |
| 2013年 | 背影                 |          |            |
| 2014年 | 鹿鼎記               | 海大富   |            |
| 2015年 | 无敌铁桥三           | 何不了   |            |
| 2015年 | 青年霍元甲之冲出江湖 | 俞洪水   |            |
| 2018年 | 猎毒人               |          |            |
| 2020年 | 功夫战警             | 馬雄     | 2016年拍攝 |

## 奖项
- 1998年荣获“中华武术杰出贡献奖”。[7]
- 2016年10月31日，在湖北枣阳举办的第十一届亚洲国际青少年电影节闭幕式暨颁奖典礼上，计春华获中国动作电影贡献奖。[3]